# DELIGHT (小野大輔の曲)
「DELIGHT」（ディライト）は、小野大輔の5枚目のシングル。2011年11月30日にLantisから発売された。

## 概要
前作「熱烈ANSWER」から約11ヶ月ぶりのリリースであり、2011年1枚目のシングル。自身のシングル作品の曲数が6曲であるのは初。また、前作から2作連続でDVDが同梱されている。
本作のコンセプトは「無条件に笑顔になる。」であり、表題曲「DELIGHT」には「喜び」、「光」のダブル・ミーニングの想いが込められているメッセージソングである。
カップリング曲の「叱咤純愛1,chu,3!!」には、ゲストボーカルとして声優、歌手の茅原実里が参加している。なお、自身の楽曲にゲストボーカルが参加するのは初。
表題曲「DELIGHT」には、PVが製作されており、本作に同梱されているDVDに収録されている。また、2011年11月9日にYouTube、ニコニコ動画のLantis公式チャンネル『Lantisちゃんねる』からPVのショートバージョンが配信された。
本作の発売を記念したキャンペーン『「ご当地小野D」お取り寄せキャンペーン』が開催され、札幌、仙台、東京、名古屋、大阪、広島、高知、鹿児島の背景をバックにした写真が印刷された絵葉書が北海道、東北、関東、中部、近畿、中国、四国、九州の地域のアニメイトで各地方ごとに配布された。

## チャート成績
2011年12月12日付のオリコン週間シングルチャートで12位を獲得。初動売上は1.1万枚であり、前作から0.1万枚増加した。なお、前作から初動売上は増加したが、前作に続いてのオリコンチャートTOP10入りを逃した。
オリコンデイリーチャートでは11月29日、11月30日付で11位、12月1日付で14位、12月2日、12月3日付で20位を獲得し、5日連続でデイリーチャートTOP20入りを果たした。
2011年12月12日付のBillboard JAPAN HOT 100で58位、Billboard JAPAN Hot Singles Salesで12位、Billboard Hot Animationで5位を獲得した。自身のシングルがHot AnimationへのTOP5入りを果たすのは前作から2作連続。
2011年11月28日から12月4日調査分のサウンドスキャンの週間シングルCDソフトTOP20では16位、2011年12月3日付のFRIDAY SUPER COUNTDOWN 50で41位、2011年12月10日放送分のCOUNT DOWN TV内のThis Week's TOP 100では26位を獲得した。また、ドワンゴが運営しているウェブサイトの2011年度の年間ランキングでは、「アニメロミックス 着うた」で15位獲得した。

## 批評
CDジャーナルは、「エンタメ性十分のキャッチーなメロディと訴求性たっぷりのヴォーカル・ワークに魅せられるスマッシュ・チューンだ。」と評した。

## 収録曲
1. DELIGHT [5:12]
作詞：こだまさおり、作曲・編曲：平田祥一郎
キャッチーなメロディに訴求性を感じさせるスマッシュチューンである[8]。
2. Ride On Funky Night [4:07]
作詞：増田武史・こだまさおり、作曲・編曲：増田武史
3. 叱咤純愛1,chu,3!! [4:04]
Guest Vocal：茅原実里
作詞：畑亜貴、作曲・編曲：増田武史
パーティで盛り上がれるような爽快な曲[9]。
4. DELIGHT（off vocal）
5. Ride On Funky Night（off vocal）
6. 叱咤純愛1,chu,3!!（off vocal）

DVD
1. DELIGHT（PV）

## クレジット
| Performed by 小野大輔    | Performed by 小野大輔              |
| ------------------------ | ---------------------------------- |
| Produced by              | 櫻井優香（Lantis）                 |
| Directed by              | 伊藤善之                           |
| Artist Management        | 白河大樹（MAUSU PROMOTION）        |
| A&R                      | 関根陽一（Lantis）                 |
| Creative Producer        | 小島冬樹（Lantis）                 |
| Art Direction & Design   | 吉野晋弥（バビック）               |
| Photography              | 外山繋（スターマイン）             |
| Styling                  | DAN                                |
| Hair & Make-up           | 宮本由樹（CUBE Management Office） |
| Jacket Coordination      | 木村友子（バビック）               |
| Promotion Producer       | 鈴木めぐみ（Lantis）               |
| Promotion                | 太田淳（Lantis）                   |
| Sales Promotion producer | 佐橋計（Lantis）                   |
| Sales Promotion          | 臼倉竜太郎（Lantis）               |
| Executive Promoter       | 松村起代子（Lantis）               |
| Special Thanks           | 瀬野大介（Linkarts）               |
| Executive Supervisor     | 伊藤善之                           |
| Executive Producer       | 井上俊次（Lantis）                 |

| Music Clip Staff     | Music Clip Staff             |
| -------------------- | ---------------------------- |
| Video Producer       | 末広哲士                     |
| Camera               | 村松剛                       |
| VE                   | 永島雅弘（ケイファイブ）     |
| Video Engineer       | 永島雅弘（KFIBE）            |
| Lighting             | 酒井淳                       |
| Art Construction     | 小山内英貴（FARE）           |
| Dancer               | 越智映昭                     |
| Dancer               | 兵藤武史                     |
| Dancer               | 赤沼秀実                     |
| Dancer               | 吉田早耶香                   |
| Dancer Production    | 西田プロジェクト             |
| Choreographer        | 西田一生                     |
| Hair & Make-up       | 宮本由樹（CUBE）             |
| Hair & Make-up       | 君島友恵（Yellow PAN）       |
| Stylist              | DAN                          |
| Video-Production     | GOIS Corporation             |
| Production Manager   | 石崎菜美子                   |
| Production Assistant | 藤田大介（GOIS Corporation） |
| Video Director       | 福居秀晃                     |